# Хаусхам
Хаусхам (њем. Hausham) општина је у њемачкој савезној држави Баварска. Једно је од 17 општинских средишта округа Мисбах. Према процјени из 2010. у општини је живјело 8.083 становника. Посједује регионалну шифру (AGS) 9182119.

## Географски и демографски подаци
Хаусхам се налази у савезној држави Баварска у округу Мисбах. Општина се налази на надморској висини од 765 метара. Површина општине износи 22,3 km². У самом мјесту је, према процјени из 2010. године, живјело 8.083 становника. Просјечна густина становништва износи 363 становника/km².

## Међународна сарадња
| Мјесто       | Држава   | Врста сарадње | Од    |
| ------------ | -------- | ------------- | ----- |
| Левико Терме | Италија  | партнерство   | 1959. |
| Зајерсберг   | Аустрија | партнерство   | 1976. |
| Извор        |          |               |       |